# シドニー・サム
シドニー"シド"・サム（Sidney "Sid" Sam, 1988年1月31日 - ）は、西ドイツ・キール出身の元サッカー選手。ポジションはフォワード、ミッドフィールダー。ザムと表記されることもある。

## 経歴

### クラブ

#### 初期
TuSメッテンホフでキャリアをスタートし、後にFCキリア・キール（en）へ移動すると、2002年からはライバルであるホルシュタイン・キールの下部組織に移籍した。2004-05シーズン開幕時にはハンブルガーSVの下部組織に移籍し、2006年にBチームに昇格。2007-08シーズンよりトップチームに昇格を果たした。2007年12月20日のVfBシュトゥットガルト戦でダヴィド・ヤロリームに代わり後半から出場しプロデビューを飾った。2009年7月1日にツヴァイテリーガの1.FCカイザースラウテルンへシーズン終了までのレンタル移籍で加入した。

#### レバークーゼン
2010年5月19日にバイエル・レバークーゼンと5年契約を締結。2010-11シーズンには主力としてプレー、11月8日に前所属のカイザースラウテルン戦で同点弾を挙げ、さらに84分に22メートルものボレーシュートを決めるなど、同試合のMOMに選ばれる活躍を見せた。また、2011年2月17日に行われたUEFAヨーロッパリーグのメタリスト・ハルキウ戦では後半アディショナルタイム中に2得点を挙げた。

#### シャルケ
2014年1月8日、2014-15シーズンからシャルケ04に移籍することが発表された。
2015年5月11日、ケヴィン＝プリンス・ボアテングと共に戦力外通告を受け、シャルケとの契約を解除したことを発表した。

#### ダルムシュタット
2017年1月14日、SVダルムシュタットへ2016-17シーズン終了まで半年間の期限付き移籍をした。

#### ボーフム
2017年8月31日、VfLボーフムへ2019年6月までの2年契約で完全移籍した。

### 代表
世代別代表としてドイツU-19代表からプレーしてきたサムは、ナイジェリア人の父とドイツ人の母の下で生まれたことでナイジェリア代表としてプレーする資格を有している。そのため、ナイジェリア代表のスティーブン・ケシ監督に誘われて会談を持つ場面も見られたが、最終的に出生国であるドイツを選択。
2013年5月17日に同僚のフィリップ・ヴォルシャイトと共にヨアヒム・レーヴ監督の下でドイツA代表に初招集され、5月29日にフロリダ州ボカラトンでのエクアドル戦で初出場を飾った。